# Río Cul de Sac
Río Cul de Sac es un río en el país caribeño de Santa Lucía. Fluye hacia el norte y luego al oeste desde la sierra central o Tierras Altas Centrales, en el sur de la isla, hasta alcanzar el Mar Caribe al sur de la capital, la ciudad de Castries. Es uno de los ríos más largos de esa nación de las Antillas Menores.